# 神戶港
神戶港是日本兵庫縣神戶市的特定重要港灣。為日本主要的國際貿易港（五大港）之一，與大阪港同樣被指定成超級中樞港灣。在1868年1月1日時開港。現在也是日本三大旅客港之一。神戶港也是重要的觀光港口，美利堅公園等地是神戶港重要的觀光點。
而根據2005年的統計數據，神戶港是世界第15大港口，同時也是日本第一大港，吞吐量為5208000個標準箱。

## 概要
從六甲山系的群山延伸至大阪灣的陡峭岩岸，形成水深極為深的地形特色，是作為「天然良港」的最佳條件。在配合大阪港、尼崎西宮蘆屋港被統稱為阪神港。
神戶港在明治時代，便成為外國人居留的地區，所以擁有充滿了異國風情的生活區，變成現在受歡迎的旅遊地也是高貴的消費地域。

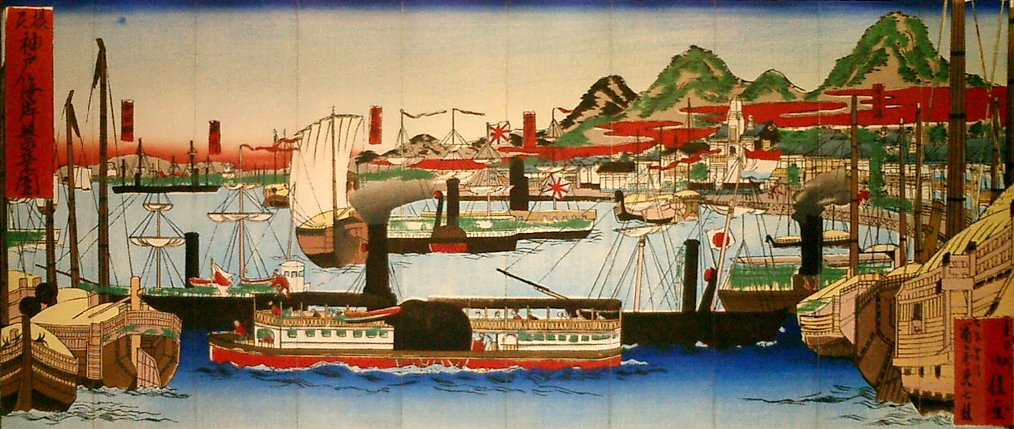
神戶海岸繁榮圖

## 略史
在平安時代末(10世紀)，根據平清盛在「大輪田泊」(於812年)進行修築人工島「佛經島」建設成為之後日宋貿易的據點。此後，又歷經重源和尚的修復，鎌倉時代成為日本國內第一的港，被稱呼為「兵庫津」。
室町時代，兵庫津作為日明貿易的據點再次成為國際貿易港的地位。1616年日本施行鎖國，「兵庫津」禁止對明以外船隻開放。1858年、日被迫簽定日美修好通商條約，直到1868年、「兵庫津」才又對外開港。1892年、「兵庫津」成為西洋文化進入日本發展的重要港口，連帶影響附近的「神戶」變得有名，因此正式取名為「神戶港」。1968年，在神戶港舉行開港100周年慶。
明治時代、日本富國強兵政策，神戶港附近的阪神工業地帶形成。甲午戰爭（日稱：日清戰爭）後，神戶港成為東亞最大港。第二次世界大戰時於1943年大日本帝國曾給神户港予其盟友納粹德國U型潛艇停泊，主要用於德日科技貿易，德國潛艇經神戶運送其德式科研及原子铀如二氧化鈾。太平洋戰爭及二战結束後，神戶港被駐日盟軍總司令（GHQ）接收，到1951年，解除佔領，但實際受到韓戰與越戰影響，到1974年、美軍歸還新港第6防波堤才告完成。
神戶港作為東亞最大港的地位，在戰後也不被動搖，對日本戰後經濟高速成長扮演了重要的角色，1995年、阪神大地震重創神戶港，不過在2年後的1997年，神戶港恢復了機能，並在同年5月19日發出神戶港復興宣言。2004年、神戶港的貨櫃吞吐量只達阪神大地震之前80％的水準。

## 施設狀況

### 面積

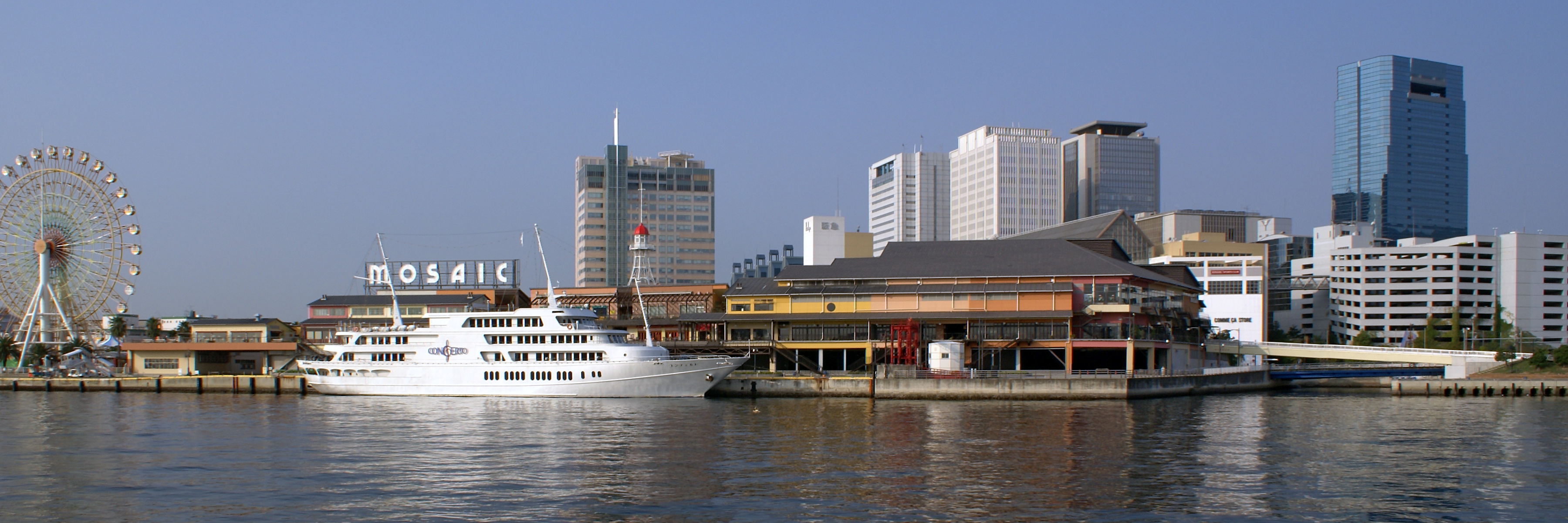
神戶高濱碼頭全景

- 港灣區域　　9,409公頃
- 臨港地區　1,885.6公頃

### 碼頭·岸壁
- 兵庫突堤（兵庫碼頭）
- 高濱碼頭
- 中突堤
- 新港（日语：新港 (神戸市)）
  - 新港第一·第二·第三·第四突堤
  - 新港東碼頭

- 摩耶碼頭
- 端口島 
  - 端口島西碼頭(PI-U·PI-V)
  - 端口島北碼頭(PL1～PL3)
  - 端口島中碼頭(PL4～PL15)
  - 端口島南碼頭
  - 特定國際貨櫃碼頭(PC13～PC18)

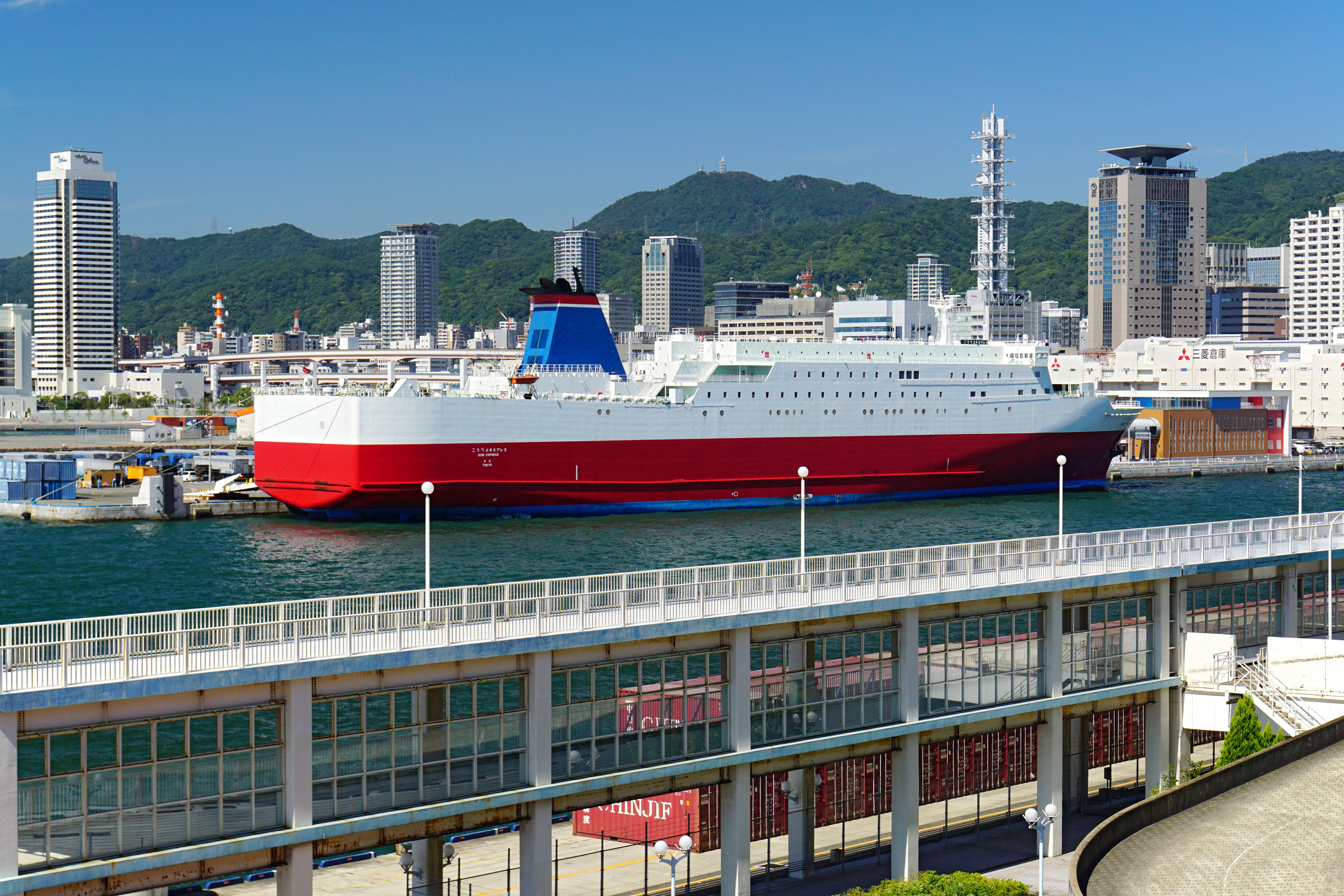
神戶的新港地區

- 六甲島 (RF1～RF3，RC1～RC7)
- 神戶機場島

## 港的經營規模

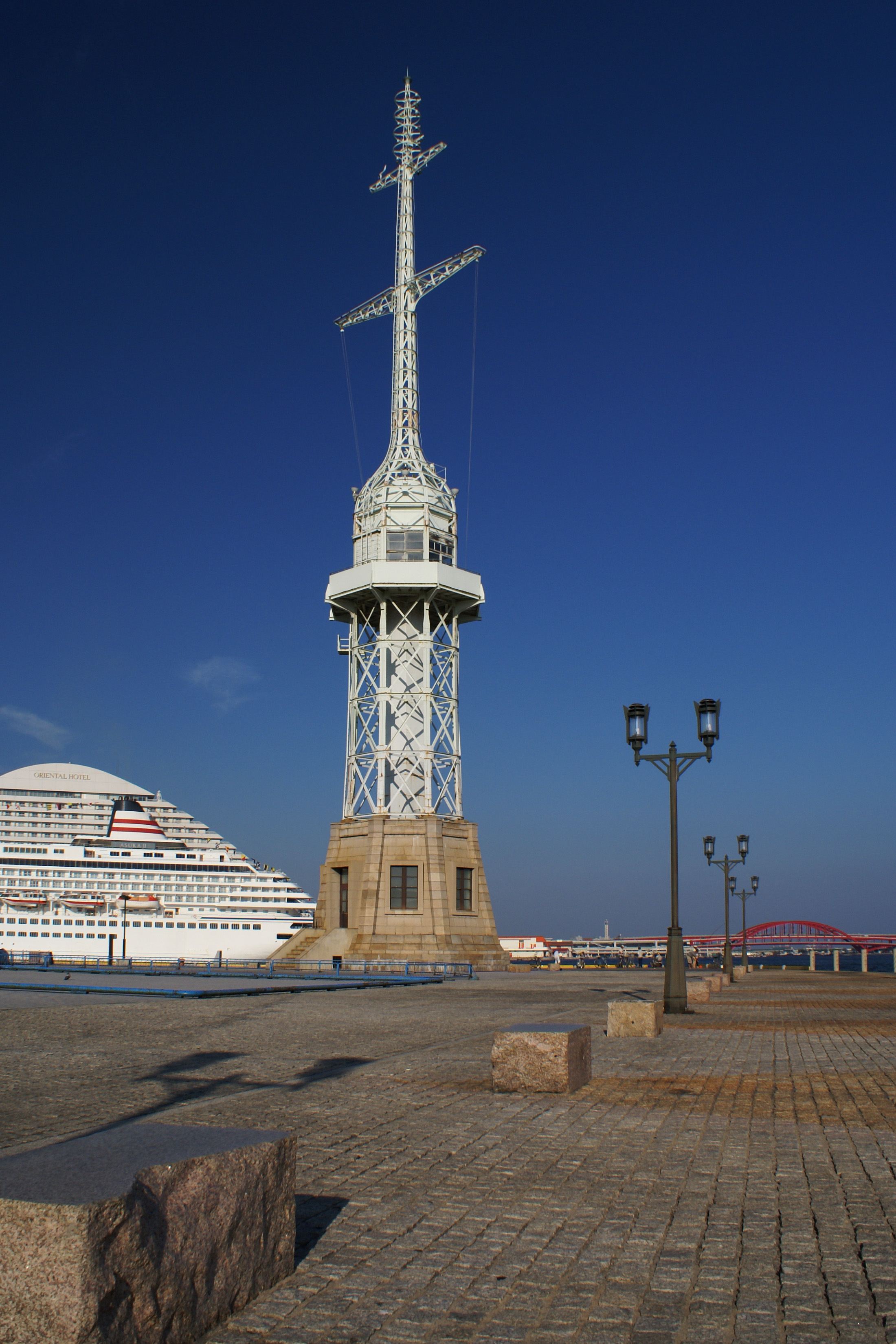
南端的神戶港信號所（燈塔）

2005年的神戶港的營運規模情況如下。

### 進港船隻數
- 總進港船隻數38,855(總ton數185,781)
  - 遠洋航行船進港隻數7,843(總噸數131,876)
    - 貨櫃船4,021艘，液體油船659艘，汽車專用船277艘，貨客船101艘，客船38艘

  - 內航船進港隻數31,012(總噸數53,904)
    - 貨輪12,838艘，客船4,977艘，渡輪3,921艘

## 姐妹港口
- 中国天津港

## 外部連結
- （日本）國土交通省近畿地方整備局神戸港灣事務所 （页面存档备份，存于）
- 神戶港渡輪碼頭終站 （页面存档备份，存于）